# 거문초등학교 덕촌분교
거문초등학교 덕촌분교는 대한민국 전라남도 여수시에 있었던 공립 초등학교이다.

## 학교 연혁
- 1923년 4월 1일: 거문공립보통학교 부설 덕촌학교 개교
- 1931년 10월 15일: 덕촌사립보통학교로 개교
- 1949년 4월 1일: 덕촌국민학교로 개칭
- 1989년 3월 1일: 거문국민학교 덕촌분교 편입
- 1996년 3월 1일: 거문초등학교 덕촌분교로 개칭
- 2019년 2월 28일: 폐교[1]

## 참고 자료
- 거문초등학교덕촌분교장 - 한국교육학술정보원 학교알리미